# أوقستو دي كامبوس
أوقستو دي كامبوس (بالبرتغالية: Augusto de Campos) هو مترجم ورسام وكاتب وشاعر برازيلي، ولد في 14 فبراير 1931 في ساو باولو في البرازيل.

## وصلات خارجية
- أوقستو دي كامبوس على موقع الموسوعة البريطانية (الإنجليزية)
- أوقستو دي كامبوس على موقع الموسوعة البريطانية (الإنجليزية)
- أوقستو دي كامبوس على موقع ميوزك برينز (الإنجليزية)